# Mohammed Shahid
Pour les articles homonymes, voir Shahid.
Mohammed Shahid, né le 14 avril 1960 à Varanasi et mort le 20 juillet 2016 à Gurgaon, est un joueur indien de hockey sur gazon.

## Biographie
Il participe à trois éditions des Jeux olympiques avec l'équipe nationale de hockey, de 1980 à 1988, remportant la médaille d'or en 1980 à Moscou.
Il reçoit le Padma Shri en 1986.